# ميهالي دايفيد
ميهالي دايفيد (بالمجرية: Dávid Mihály)‏ هو منافس ألعاب قوى مجري، ولد في 31 يوليو 1886 في مقاطعة بيستريتا-ناسود في رومانيا، وتوفي في 1944.

## وصلات خارجية
- ميهالي دايفيد على موقع أوليمبيديا (الإنجليزية)